# 努雅特

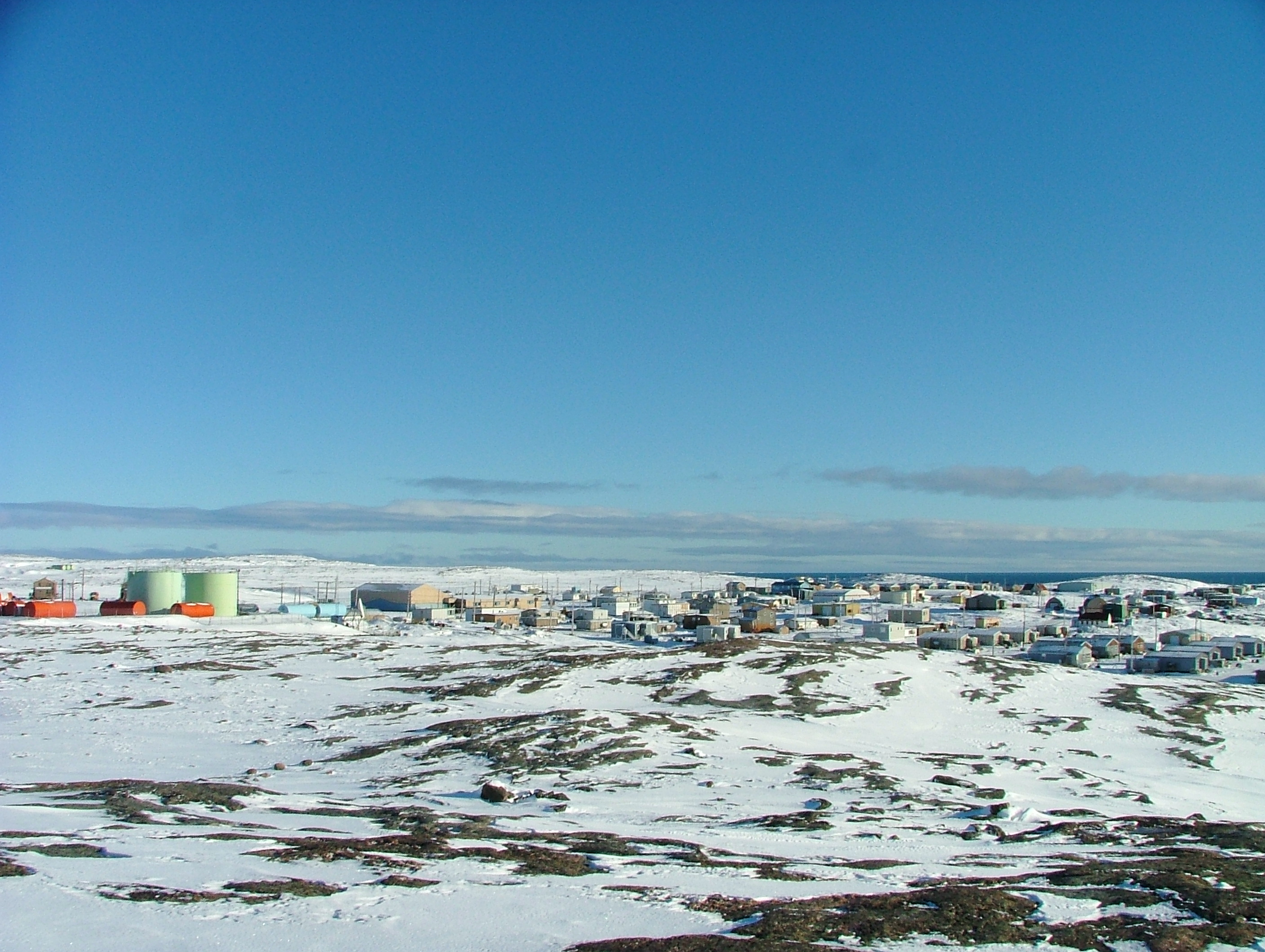
努雅特

努雅特（英語：Naujaat），2015年7月2日更为现名之前叫做里帕尔斯贝（英語：Repulse Bay），是加拿大的因纽特人村镇，位于哈德森湾海岸，由努纳武特地区的基瓦里奇地区负责管辖，面积424.27平方公里，海拔高度24米，2016年人口为1,082人，人口密度为每平方公里2.6人。